# Marcellino (console 275)
Marcellino (latino: Marcellinus; fl. 275) è stato un politico romano di età imperiale.
Fu console nel 275, insieme all'imperatore Aureliano.
Potrebbe essere identificato con il praefectus Mesopotamiae rectorque Orientis ("prefetto della Mesopotamia e rettore dell'Oriente"); in tal caso è possibile che si sia schierato dalla parte di Aureliano in occasione della ribellione a Palmira nel 273 e che Aureliano l'abbia poi ricompensato con il consolato. Alternativamente potrebbe essere identificabile con Aurelio Marcellino, dux ducenarius d'Italia nel 265.